# Municipalità di Khobi
La municipalità di Khobi (in georgiano ხობის მუნიციპალიტეტი?) è una municipalità georgiana della Mingrelia-Alta Svanezia.
Nel censimento del 2002 la popolazione si attestava a 41 240 abitanti. Nel 2014 il numero risultava essere 30 548.
La cittadina di Khobi è il centro amministrativo della municipalità, la quale si estende su un'area di 659.2 km².

## Popolazione
Dal censimento del 2014 la municipalità risultava costituita al 99,59% da persone di etnia georgiana.

## Luoghi d'interesse
- Cattedrale di Khobi
- Parco Nazionale di Kolkheti